# توماس ستيفن كولين
توماس ستيفن كولين (بالإنجليزية: Thomas Stephen Cullen)‏ (و. 1868 – 1953 م) هو طبيب توليد كندي، ولد في أونتاريو، توفي عن عمر يناهز 85 عاماً.

## التعليم
تعلم في جامعة تورنتو.